# St.-Petri-Kirche (Leitzkau)

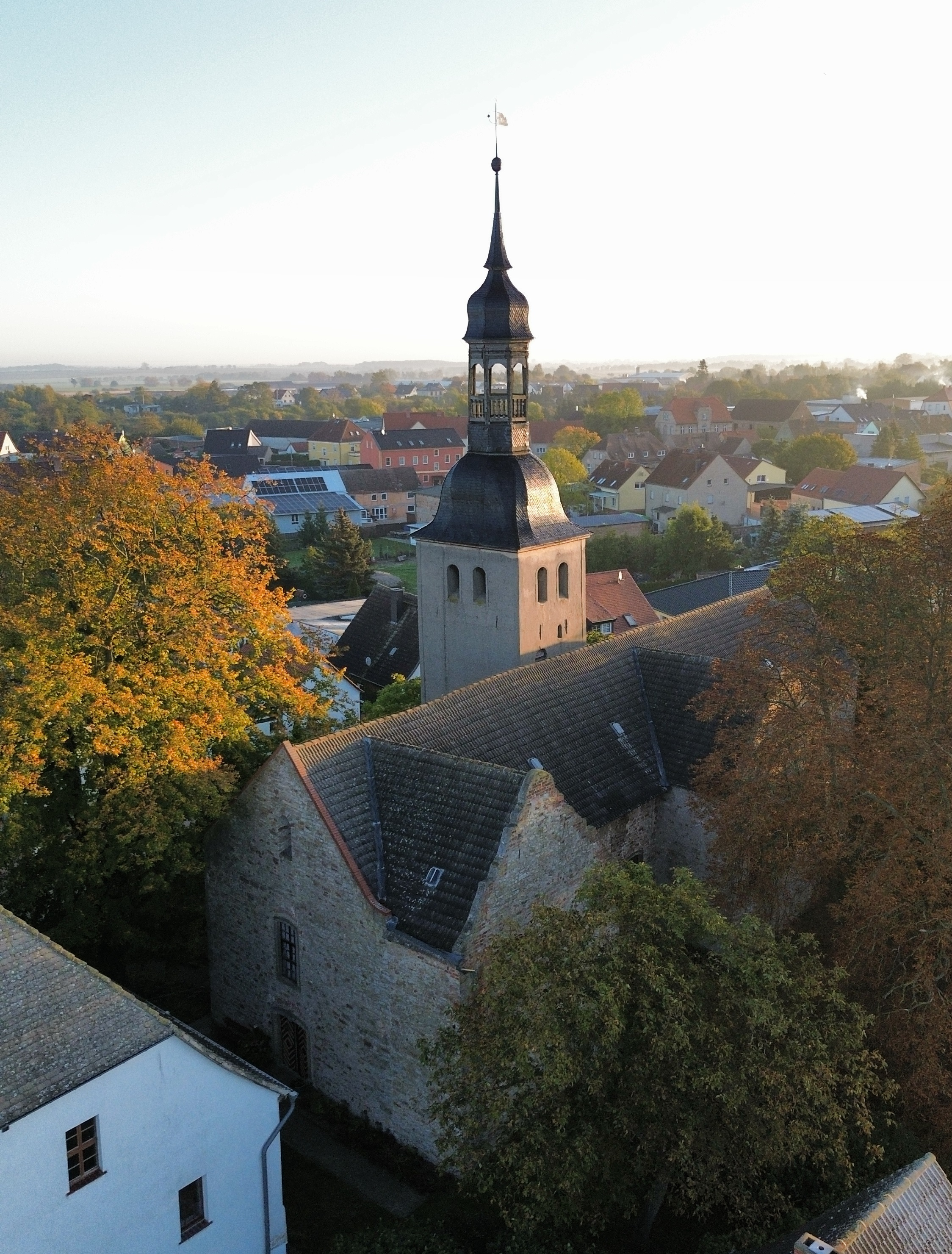
Leitzkau, St.-Petri-Kirche

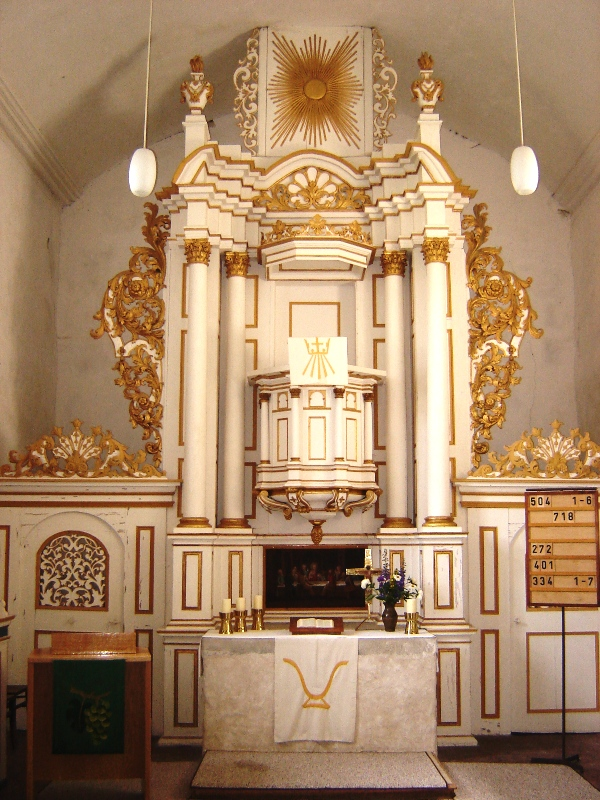
Altar

Die St.-Petri-Kirche liegt im Ortsteil Leitzkau der Stadt Gommern im Landkreis Jerichower Land in Sachsen-Anhalt. Im örtlichen Denkmalverzeichnis ist die Kirche unter der Erfassungsnummer 094 41484 als Baudenkmal verzeichnet. Sie gehört zur Evangelischen Kirchengemeinde Leitzkau-Ladeburg im Kirchenkreis Elbe-Fläming der Evangelischen Kirche in Mitteldeutschland. Sie gilt als ältester steinerner Kirchenbau östlich der Elbe.

## Geschichte
Bischof Hartbert von Brandenburg weihte 1114 in Leitzkau eine aus Bruchstein errichtete Kirche. Wenige Jahre später, 1139, wurde an dieser Kirche ein Prämonstratenser-Chorherrenstift eingerichtet, das bald in den Rang eines Domkapitels erhoben wurde. Umfangreiche Umbauten an der Kirche erfolgten zwischen dem Anfang des 17. und Mitte des 18. Jahrhunderts. Bei diesen Umbauten wurden die Seitenschiffe abgerissen und südlich der Westhalle ein Anbau für eine Emporentreppe angefügt wurde. Die romanischen Fenster wurden zugemauert und an ihrer Stelle tiefer gelegte größere Fenster gestaltet. Das südliche Querhaus wurde als Herrschaftsloge umgestaltet. Im östlichen Teil des Chores wurde eine Sakristei eingefügt. Die flache Holzdecke wurde durch eine hölzerne Tonnenwölbung ersetzt. 1740 erhielt der Turm seine gewölbte Haube und die hochgezogene Laterne.
Die Kirche diente als Grablege zahlreicher Mitglieder der Familie von Münchhausen.
Die St.-Petri-Kirche ist heute eine Station an der Straße der Romanik.

## Gestaltung
Der romanische Bau wurde als dreischiffige Pfeiler-Basilika mit kreuzförmigem Grundriss ausgeführt. Für die Außenmauern wurden, ebenso wie später bei der Stiftskirche, Grauwacke-Bruchsteine aus der Umgebung verwendet. Der nördliche Teil des Querhauses wurde mit einem Turm versehen. Bereits der Ursprungsbau besaß an der Westseite eine Empore. 

## Ausstattung
Die Kirchenausstattung stammt aus dem 18. Jahrhundert. Lediglich ein sechseckiges Taufbecken wurde laut Inschrift 1620 aus Sandstein gefertigt. Sehenswert sind auch die Ritzgrabsteine aus dem 13. Jahrhundert und der teilweise freigelegte mittelalterliche Fußboden in der Kirche. Weitere Sehenswürdigkeiten sind ein Kamin mit Stuckrelief in der Sakristei, der Kanzelaltar, das Chorgestühl und ein überlebensgroßes Triumphkruzifix aus Holz sowie der Ritzgrabstein eines Ehepaars (1367).